# Kō no Moronao

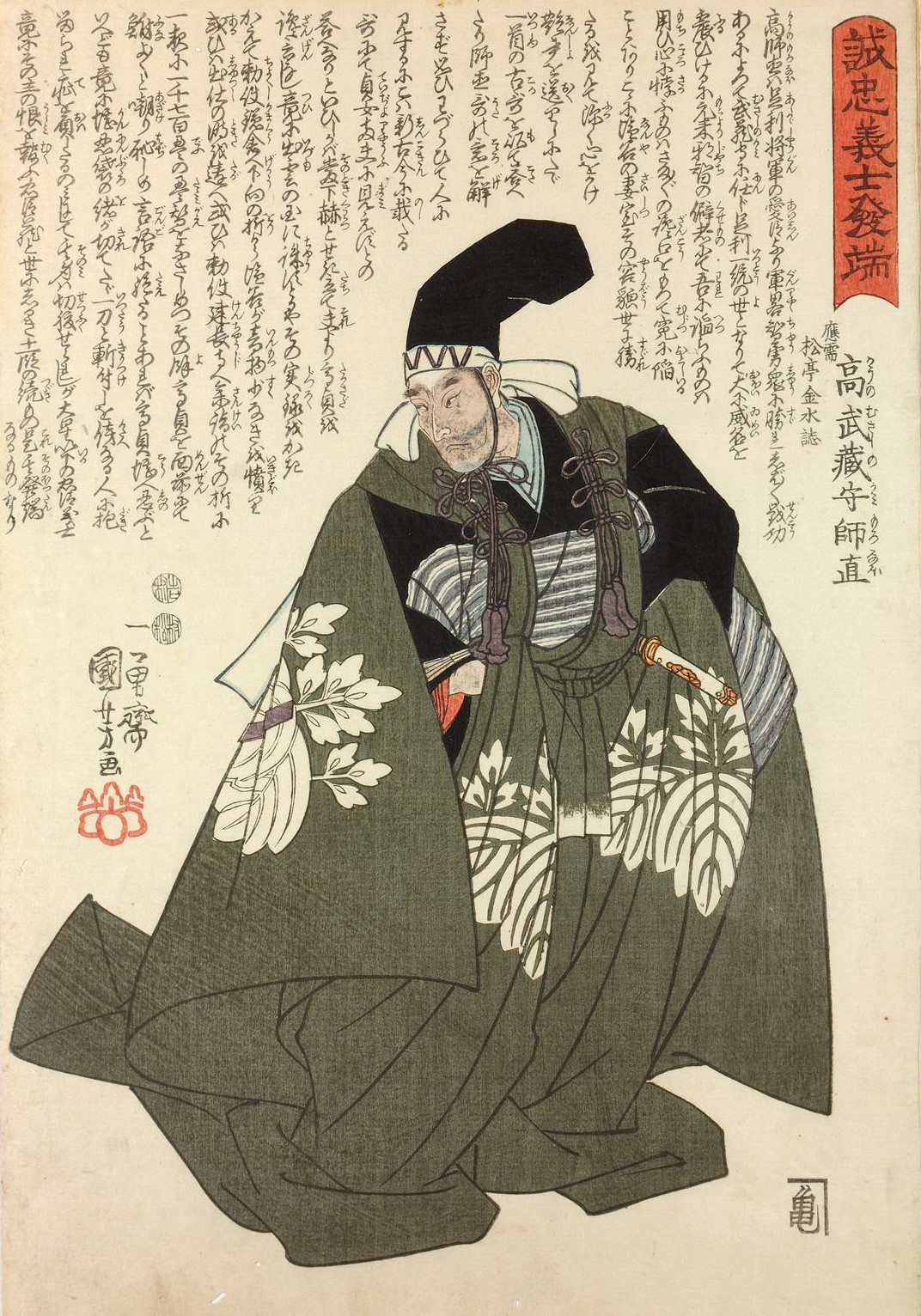
Kō no Moronao

Kō no Moronao (japanisch 高 師直; Geburtsdatum unbekannt; gestorben 25. März 1351 in der Provinz Settsu) war ein japanischer Militärkommandeur in der „Zeit der Nord- und Südhöfe“.

## Leben und Wirken

### Frühe Jahre
Kō no Moronao war Sohn von Moroshige (高 師重; gestorben 1343). Er war Hofmeister unter Ashikaga Takauji. Als Takauji 1333 gegen das Kamakura-Shogunat rebellierte, war er Takaujis enger Vertrauter. Nach der Kemmu-Restauration soll er vermutlich als Kubodokoroshū (窪所衆), als Wächter wichtiger Punkte am kaiserlichen Hof, gedient haben, aber Einzelheiten sind nicht bekannt. Er wurde ansässig als Yoriyūdo (寄人) des Zassoketsu Dansho (雑訴決断所).
Im Jahr 1335, nachdem Takauji während der Nakasendai-Rebellion (中先代の乱) von Hōjō Tokiyuki (北条 時行; 1325–1353)  nach Kamakura gegangen war, war er immer in seiner Nähe und kümmerte sich als Hofmeister um die Angelegenheiten. Als Militärkommandant tötete er 1338 Kitabatake Akiie in Izumi Ishizu (Stadt Sakai, Präfektur Osaka). 1348 tötete er zusammen mit seinem jüngeren Bruder Moroyasu (高 師泰; gestorben 1351) Kusonoki Masatsura (楠木 正行) in der Schlacht von Shijōnawate in der Provinz Kawachi. Darüber hinaus erzielte er Erfolge wie die Niederwerfung Yoshinos, das Niederbrennen des Kaiserpalastes des Südhofs und dessen Verfolgung sowie die Verfolgung des Kaisers Go-Murakami bis nach Anou (賀名生).

### Spätere Jahre
Die gewachsenen Autorität der Brüder Moronao und Moroyasu, wie in „Taiheiki“ beschrieben, und das Abweichen von dem Ordnungsprinzip des Bakufu verschärfte den Konflikt mit Ashikaga Tadayoshi, der eine alleinige Herrschaft anstrebte. Im Jahr 1349 versuchte Takauji ohne Erfolg, Moronao loszuwerden.  Moroyasu, der als Beschützer  der Provinzen Kawachi und Izumi die südliche Armee unterdrückte, zog nach Kyōto und nutzte seine militärische Macht für einen Versuch,  die Tadayoshi-Fraktion des Bakufu auszulöschen.
Moronao kehrte auf den Posten des Hofmeisters zurück, verbannte Uesugi Shigeyoshi (上杉 重義) und Hatakeyama Naomune (畠山 直宗), die Mitglieder der Anti-Moronao-Fraktionen waren, in die Provinz  Echizen (Präfektur Fukui) wo sie getötet wurden. In dem Jahr schloss sich Tadayoshi in aller Form dem Südhof an und stellte eine Armee auf. Tadayoshi stimmte einer Verständigung mit Takauji zu, falls Moronao sich aus der Welt zurückziehen und Mönch würde. Dann aber  wurde Moronao von Truppen, die Tadayoshi ergeben waren, im Februar 1351 angegriffen. Die Schlacht fand bei Uchidehama statt. Die Brüder Moronao und Moroyasu wurden in dieser Schlacht verletzt, ergaben sich und wurden getötet.
Das „Taiheiki“ zeichnet ein Bild Moronaos als arroganter Emporkömmling. Moronao ist auch berühmt als Vorbild für den bösen Kira Yoshinaka in dem Bunraku- und Kabuki-Theaterstück „Kanadehon Chūshingura“ – „47 Rōnin“.